# 小頭蘆鯛
小頭蘆鯛，又名翼蘆鯛，為輻鰭魚綱鱸形目鱸亞目鯛科的其中一種，分布於西大西洋區，從巴哈馬至巴西海域，棲息深度可達85公尺，體長可達37公分，棲息在沿海礁石區，屬肉食性，以軟體動物、甲殼類、蠕蟲等為食，可做為食用魚，有雪卡魚中毒的報告。